# Forza di difesa aerea della Repubblica del Kazakistan
Le Sily Vozdušnoj Oborony Respubliki Kazachstan, tradotto dalla lingua russa Forze di difesa aerea della Repubblica del Kazakistan (in lingua inglese Kazakhstan Air Defense Force o KADF), è l'aeronautica militare del Kazakistan e parte integrante delle forze armate kazake.

## Storia
Se non diversamente indicato, i dati sono tratti da "Aeronautica & Difesa"
La repubblica del Kazakistan, già membro dell’Unione delle Repubbliche Socialiste Sovietiche, ha dichiarato l’indipendenza il 16 dicembre 1991. Sotto Mosca le risorse militari kazake erano parte del Distretto Militare del Turkestan, smantellato il 30 giugno 1992, e con la sua indipendenza il Kazakistan ha dovuto riorganizzare le proprie forze armate.

## L'Era sovietica
Se non diversamente indicato, i dati sono tratti da "Aeronautica & Difesa"
Nell'ultima fase di vita dell'Unione Sovietica, tra il 1988 ed il 1993, sul territorio kazako vi erano le seguenti basi e divisioni aeree dell’URSS.
Base di Dolon Čagan: 37ª Divisione, con il 1223º e il 1226º Reggimento da bombardamento pesante, entrambi su Tu-95MS, ritirati soltanto nel 1994; base di Semipalatinsk, sede della 14ª Divisione, con il 356º Reggimento caccia su MiG-31 e il 27º Reggimento elicotteri da trasporto su Mi-8 e Mi-17; base di Taldy Kurgan (oggi Taldykorgan), sede dell’11ª Divisione, con il 129º Rgt. cacciabombardieri su MiG-27 e il 905º Rgt. caccia su MiG-23 (sciolto nel 1990); base di Balkaš con il 39º Rgt. ricognizione misto, su MiG-25RB e Su-24MR; base di Nikolaevka (oggi Zhetigen) con il 149º Rgt. cacciabombardieri su Su-24; base di Logovoja con il 715º Rgt. misto caccia/addestramento su MiG-23M, MiG-23ML, MiG-23UB, MiG-29, MiG-29UB e Aero L-39C; base di Žangiztobe, sede della 24ª Divisione, con il 134º Rgt. cacciabombardieri, su MiG-27M, MiG-27D e MiG-23UB; base di Ušaral con il 27º Rgt. Caccia su MiG-21bis e MiG-21UM e il 486º Rgt. elicotteri indipendente su Mi-24; base di Ajaguz con un reparto di MiG-21; base di Čimkent con il 371º Rgt. ricognizione su Su-17 M3/M4; base di Taras Žambul con il 157º Rgt. elicotteri da trasporto indipendente su Mi-6, Mi-8 e Mi-26; base di Burundai con il 457º Rgt. trasporto misto su An-2, An-26, An-74 e Mi-8; base di Pervomaiskij con il 218º Rgt. elicotteri su Mi-8 e, infine, la base di Alma Ata (oggi Almaty) che ospitava un reparto da trasporto su An-12, An-26 e Tu-154.
Alla fine del conflitto sovietico in Afghanistan, all’inizio del 1989, molte unità rientrarono in URSS e alcuni reparti abitualmente di stanza in Polonia o nell’allora Repubblica Democratica Tedesca furono posti alle dipendenze del Distretto Militare del Turkestan. Il 486º Rgt. elicotteri da combattimento indipendente, equipaggiato con i Mi-8 ed i Mi-24, originariamente basato ad Altes Lager, nella Germania Est, fu trasferito a Ušaral. Anche le truppe furono riorganizzate sotto il Distretto Militare Centrale Asiatico, con quartier generale proprio ad Alma Ata, allora capitale del Kazakistan. 
A seguito di questa riprogrammazione il Distretto Militare del Turkestan ebbe vita breve e fu cancellato all’inizio del 1992, quando il Kazakistan ottenne l’indipendenza. 
Le unità della 73ª Armata Aerea dell’aviazione russa (V-VS) e della forza di difesa aerea russa (PVO), basate in territorio kazako, servirono a gettare le basi di quella che sarebbe diventata nota in campo internazionale come KADF (Kazakistan Air Defence Force), che però al momento era in possesso anche di 40 bombardieri strategici Tupolev Tu-95MS Bear, suddivisi tra il 1223º e il 1226º Rgt. bombardamento di Dolon Chagan, a ovest di Semipalatinsk, nella regione più nord-orientale della nazione.

## Periodo post sovietico
Se non diversamente indicato, i dati sono tratti da "Aeronautica & Difesa"
Poco dopo l’indipendenza, le consegne di aerei costituirono il maggior contributo russo al neocostituito Kazakistan, nell’ambito degli accordi intergovernativi di cooperazione tecnica e tecnico-militare del 1995. Questi patti inizialmente comprendevano anche i Tu-95MS, ma nel momento in cui l’aviazione kazaka dimostrò di non essere interessata alla capacità di attacco strategico, furono pianificati degli interscambi di materiali che comprendevano, oltre a questi bombardieri pesanti, anche alcuni missili di crociera e missili balistici SS-18. Alla fine i Tu-95 furono trasferiti sulle basi russe di Engel's e Ukrainka ed alcuni di essi furono smantellati.
Secondo gli accordi, alla fine del 1997 la Russia aveva consegnato 73 aerei da combattimento al Kazakistan, tra cui 21 vecchi caccia leggeri MiG-21 Fishbed, 14 Su-25 Frogfoot da appoggio tattico e 38 intercettori Su-27 Flanker; le consegne dei primi 43 presero il via nel 1995 e gli ultimi 30 arrivarono nel 1997, 14 Su-25 furono consegnati nel corso del 1996, assieme ai primi quattro Su-27P e due Su-27UB. Almeno quattro Su-27 aggiuntivi furono assommati al “pacchetto" offerto alla fine del 1997, seguiti da altri dieci tra il 1997 e il 1998. Inoltre, tra il 1995 e il 1996 sarebbero stati acquisiti almeno 22 MiG-29. La questione è controversa perché inizialmente la Russia dichiarò la cessione di soli 12 di questi aerei, mentre all’ONU il Kazakistan dichiarò l’importazione di 19 “Fulcrum”. In relazioni successive né la Russia né il Kazakistan confermarono consegne di aerei da combattimento di alcun tipo. 
Nel novembre 1999 fu firmato un nuovo contratto per altri dodici Su-27 a pagamento di alcuni debiti russi nei confronti del Kazakistan. Benché non si abbiano dettagli sulle consegne più recenti, si può ipotizzare che a tutto il 2019 il Kazakistan abbia almeno 20 Su-27P e tre biposto Su-27UB.
Una parte dei Su-27 integrata dalla forza aerea kazaka presumibilmente apparteneva ai reparti della PVO che costituivano la 4ª Armata Aerea della V-VS sulla base di Stargard Szczeciński, in Polonia. Essi furono affiliati al 159º Rgt. caccia “Novorossiysk”, con i codici tattici rossi, e al 582º Rgt. caccia di Chojna con i codici blu. Quando questi reggimenti lasciarono la Polonia, gli aerei furono ricollocati sulle basi di Besovets e Smolensk e almeno un paio di essi furono consegnati al Kazakistan; risulta, inoltre, che almeno un “Flanker” proveniente da Stargard sia oggi in Kazakistan. 
Oltre agli aerei inclusi nell’accordo c'è un totale imprecisato di aerei che la Russia non rivendicò mai, perché ritenuti vetusti, poco interessanti o comunque destinati a imminente radiazione, come i MiG-23, i MiG-27, i Su-17 e alcuni Su-24 e MiG-25; stesse considerazioni valevano per numerosi elicotteri, come i Mi-6, i Mi-8, i Mi-17, i Mi-24 ed i Mi-26. Invece una svolta decisiva in termini di superiorità aerea fu data dall’acquisizione di 32 poderosi intercettori MiG-31 Foxhound: a tutto il 2019, il Kazakistan è, oltre alla Russia, l’unica nazione al mondo a schierare quest’aereo. 
Nei primi giorni dell’era post-sovietica l’addestramento primario era affidato agli Yak-18T e l’addestramento basico era affidato agli L-39C Albatros; fonti diverse parlarono, tra il 1996 e il 2000, di un numero variabile tra otto e dodici L-39C. Vi è poi la flotta da trasporto, costituita principalmente da An-2, An-12 e An-26. Oltre questi tre modelli, la Russia ha consegnato anche un singolo esemplare per ciascun tipo di Il-76MD Candid, Tu-134Skh e Tu-154 (posto di comando volante).

## Ristrutturazione
Se non diversamente indicato, i dati sono tratti da "Aeronautica & Difesa"
Con la conquistata indipendenza e l'ottenimento di un organico completo ed efficiente, al Kazakistan restava soltanto la responsabilità di organizzare una propria forza aerea. Essa fu denominata in patria Sily Vozdušnoj Oborony Respubliki Kazakistan. L’impronta globale fu immediatamente orientata verso la difesa aerea, mentre le poche forze da attacco al suolo disponibili si deteriorarono rapidamente; erano già in stato di semiabbandono dal 1993 e non furono mai ricostituite, fondamentalmente per mancanza di fondi. 
Il programma di riorganizzazione prese il via in tempi brevi e alla fine del 1993 erano già strutturati sei reggimenti più un reparto caccia aggiuntivo. Il 715º Rgt. misto caccia/addestramento fu basato a Logovoja e comprendeva due reparti equipaggiati ciascuno con 12 MiG-29 Fulcrum-A, due biposto MiG-29UB e gli ultimi MiG-23 ancora utilizzabili. Nel 1995 furono ordinati altri 22 MiG-29 (18 monoposto e quattro UB biposto), forse provenienti dalla base aerea di Mary, nel Turkmenistan. Ovviamente gli stanziamenti limitati imposero un’accurata selezione e una riduzione del numero di aerei operativi. Praticamente quasi tutti i MiG-23 e i MiG-27 (ad eccezione di pochi esemplari, tra i quali i biposto MiG-23UB, tenuti per l’addestramento) furono radiati molto presto. Ancora in tempi recenti era possibile osservare un centinaio di MiG-23 e MiG-27 accantonati nell’area di stoccaggio di Taldykorgan. Tuttavia una recente visita alla zona ha rivelato che tutti questi aerei erano scomparsi. Non è noto se siano stati trovati degli acquirenti o se semplicemente le cellule siano state demolite. Non è nemmeno del tutto chiaro quando i MiG-23 siano stati ritirati dal servizio; in compenso in occasione di altre visite alla base si vedevano nell'area pochi Sukhoi Su-27 caratterizzati dalla vecchia livrea in grigio, probabilmente perché non sottoposti a nessun upgrade dopo la consegna ed erano presumibilmente, non operativi da tempo.
Stando a fonti non confermate, anche il 39º Rgt. ricognizione misto di Balkaš sarebbe stato decommissionato nel 2000. Era stato equipaggiato con 13 MiG-25RB, due MiG-25PU e una dozzina di Su-24MR; pertanto, dopo lo scioglimento dei reparti, tutti i MiG-25 sarebbero stati radiati, mentre i Su-24 sarebbero stati trasferiti a Zhetygen. Questa riduzione d’organico ha portato anche alla fine della vita operativa per gli elicotteri Mi-6, che dal 2001 sarebbero ancora in stoccaggio a Taras Žambul. Tutti i Sukhoi Su-17 sono stati messi a terra definitivamente intorno a metà anni Novanta, dopo la chiusura della base di Čimkent; non è nota la sorte toccata ai MiG-25 o ai Su-17, ma con buona probabilità sono stati tutti demoliti. 
La maggior parte dei MiG-21 era già stata stoccata a Taldykorgan nel 1990 e solo pochi reparti restarono attivi fino al 1992, il 165º Rgt. misto caccia di Emba e un altro Rgt. caccia ad Ajaguz. L’ultima unità montata sui MiG-21 fu il 27º Rgt. di Ušaral e, una volta smantellato questo reparto, fu la fine della storia per i vecchi e gloriosi “Fishbed”, tutti parcheggiati a Taldykorgan. Tuttavia, una decina di MiG-21bis e un biposto MiG-21UM furono nuovamente rimessi in servizio nel 1999 e radiati definitivamente nel 2003, come soluzione temporanea per l’addestramento avanzato dei piloti.

## Programmi di aggiornamento e acquisizioni
Se non diversamente indicato, i dati sono tratti da "Aeronautica & Difesa"
Il programma di ristrutturazione che ha portato a capacità tattiche più moderne non sarebbe stato possibile senza prendere in esame anche gli upgrade e le acquisizioni di materiale nuovo. Con l’obiettivo di stringere accordi tanto con l'Occidente quanto con la Russia, il governo kazako impose all'industria locale di aprire impianti in tutta la nazione.
In quest'ambito nacque Aviaremont, joint venture tra Russia e Kazakistan con sede ad Almaty. Quest'azienda iniziò a produrre elicotteri a tempo di record, garantendo il requisito fondamentale allora previsto di 37 Mi-17 tra il 2006 e il 2009. Un nuovo accordo con la Russia, che copriva il periodo 20072015, riguardò la cooperazione nella produzione di elicotteri, all’inizio limitata al Mi-17 e, sul lungo termine, estesa all'intera gamma Mil. 
Sul versante occidentale, invece, la joint venture tra Eurocopter e Kazakistan Engineering portò all’assemblaggio dell’EC 145 ad Astana. 
L'11 gennaio 2005 fu stipulato un MOU (Memorandum of Understanding, protocollo di intesa) per l'acquisizione di 18 An-140-100 ma non risulta che quest'accordo preliminare sia sfociato in un vero ordine. Il 3 ottobre 2005, infatti, il MOU fu congelato e limitato a due soli aeroplani, acquistati, poi, all’inizio del 2006. La flotta di Mi-24 fu sottoposta a un ricondizionamento generale e le consegne degli esemplari aggiornati presero il via il 15 novembre 2005. I primi quattro tornarono dalla Russia, dove furono sottoposti all'upgrade che li ha resi in grado di operare di giorno e di notte; nel 2006 fu pianificato l'upgrade di altri cinque Mi-24 dei circa 50 “Hind" in dotazione al Kazakistan, nelle varie sottoversioni. 
Nell'ottobre 2001 l'Ucraina manifestò l'intenzione di varare una collaborazione tecnico/militare (MTC) con il Kazakistan, focalizzata soprattutto nella riparazione, rigenerazione e modifica di diversi tipi in servizio presso la forza aerea kazaka. Un primo MOU prevedeva interventi su MiG-29, Su-25, Su-24, Su27 oltre a vari tipi di aerei da trasporto ed elicotteri (Mi-24, Mi-8, Mi-6, Mi-26). Accordi di collaborazione in questo senso, peraltro, furono stipulati anche con la Bielorussia. Una ventina di MiG-31 fu sottoposta a ricondizionamento e upgrade negli stabilimenti russi di Ržev e in proposito un primo contratto per dieci aerei fu sottoscritto al salone dell'aeronautica MAKS 2007 di Mosca. Il programma comprendeva miglioramenti nei sistemi di navigazione, un radar più potente e sistemi di autoprotezione. 
Per quanto riguarda i MiG-23UB (usati come addestratori) e gli L-39C, questi furono aggiornati negli stabilimenti Aviavoenremont di Čuhuïv, in Ucraina, mentre gli ultimi MiG-27 e i MiG-29 furono inviati al LSARP (Lviv Aircraft Repair Plant), sempre in Ucraina; in tutto almeno 12 MiG-27 e 15 MiG-29 furono sottoposti a upgrade; i Su-25 e i Su-27 furono, invece, inviati per l'aggiornamento a Zaporižžja. Tra il 2009 e il 2011 almeno due elicotteri da trasporto pesante Mi-26 furono aggiornati a Novosibirsk: il primo fu riconsegnato nel 2009, il secondo in tempi molto recenti. Un altro intervento di ammodernamento completato successivamente fu quello di un aereo da trasporto a turbina An-12, riconsegnato al Kazakistan nel novembre 2011. Sul cargo sono furono introdotti il GPS, un più sofisticato radar meteorologico e un nuovo altimetro; almeno un An-12 fu visto parcheggiato sull'aeroporto di Almaty e si presupponeva che fosse un secondo esemplare in attesa di essere sottoposto allo stesso programma di modifica.
Poco chiaro, invece, rimase lo status esatto dei Su-24 “Fencer”, e hanno poche informazioni concrete relative alle consegne e al numero esatto di esemplari della flotta. Le ultime notizie risalgono ormai al 1995, quando fu annunciata la consegna di quattro di questi bombardieri tattici. All’inizio degli anni 2000 si ipotizzò un programma di ammodernamento per i “Fencer” presso gli stabilimenti russi NAPO (Novosibirsk Aircraft Production Association), ma non è chiaro se almeno una parte di quegli aerei fu mai sottoposta a questi interventi. Il 6 febbraio 2005, però, si parlò di una quota di partecipazione per la locale azienda Hephaestus a proposito di un programma di ammodernamento dei Su-24 che avrebbe dovuto prendere il via all'inizio del 2006. Circa 35 aerei sarebbero dovuti essere sottoposti a una revisione generale e gli ultimi dettagli, per quanto frammentari, confermerebbero che alcuni interventi sarebbero stati avviati alla fine del 2009. Tutto ciò è dubbio: in realtà non è certo se il Su-24 faccia ancora parte dell’organico del Kazakistan o sia stato radiato; a Zhetigen sono stati visti in stoccaggio almeno 22 “Fencer” affiancati, in tempi più recenti, da 13 MiG-29. Secondo informazioni recenti i Su-24 effettivamente in servizio sarebbero 13, mentre i MiG-29 (compresi i biposto) sarebbero circa 25. Contrariamente a quanto si prevedeva, ci sarebbero ancora anche 12 MiG-27 e tre MiG-23UB, mantenuti in linea per compiti addestrativi.
Per quanto riguarda i Flanker, invece, i Su-27 (monoposto) e Su-27UB (biposto) prodotti presso gli stabilimenti russi KnAAPO e IAPO furono sottoposti, tra il 2005 e il 2009, a programmi di aggiornamento negli stabilimenti di Baranoviči, in Bielorussia, di Zaporižžja, in Ucraina, e in altri in Russia. Nel 2009 ancora Baranoviči si aggiudicò un contratto per l'aggiornamento di dieci “Flanker” allo standard Su-27M2/UBM2. I primi due aerei ammodernati furono consegnati a Taldykorgan a dicembre 2009 e l'intero programma fu ultimato a giugno 2010. Uno dei principali interventi effettuati su questi aerei fu costituito dall'integrazione del pod di navigazione, ricognizione e acquisizione bersagli ognitempo ”Litening III”, prodotto dall’israeliana Rafael Advanced Defense Systems. I Su-27UBM2 ricevettero il jammer in banda-X “Satelite-M”, prodotto in Bielorussia e un rinnovato radar N001. Non si è a conoscenza dell’aggiornamento di tutti o solo di una parte dei Su-27, ma questi velivoli (che rappresentano la spina dorsale dell'aviazione kazaka) furono resi in grado di accettare una vasta gamma di armamenti, per lo più grazie proprio agli ultimi programmi di upgrade. Quelli aria-aria comprendevano missili a guida radar semiattiva Vympel R-27ER (AA-10 “Alamo-C”) e la loro variante a raggi infrarossi R-27ET (AA-10 “Alamo-D”), missili Vympel R-73M (AA-11 “Archer”), anch'essi a guida IR e missili a medio raggio con guida radar attiva Vympel R-77/RVVAE (AA-12 “Adder”). Quelli aria-superficie e antinave, invece, comprendevano missili Zvezda-Strela Kh25ML (AS-10 “Karen"), missili a guida-laser semiattiva Vympel Kh-29L (AS-14 “Kedge-A") e la loro variante a guida TV Kh-29T (“Kedge-B"), missili antinave supersonici Zvezda-Strela Kh-31A (AS-17 “Krypton"), bombe laserguidate semiattive JSC KAB-500L e la loro variante a guida TV KAB-500Kr, bombe laser KAB-1500L e, solo sui Su-27UBM2, bombe a guida TV KAB-1500Kr.
A questi programmi di aggiornamento si sono aggiunti nuovi Su-30SM, di cui quattro consegnati nell’aprile-maggio 2015 e due a fine 2016; nel maggio 2018 ne furono ordinati altri otto, con l'obiettivo di ulteriori ordini per ottenere un organico di 36 macchine.
Per potenziare le capacità di trasporto, invece, si decise di sottoporre ad un programma di aggiornamento i cargo medi An-12 e An-26, ma nel contempo si decise di acquistare 6 CASA C-295 (poi elevati a 8 con l'acquisto di altri due esemplari nel 2017) per andare ad integrare (ed in futuro sostituire) gli aerei di costruzione ucraina. 
A partire dal 2011 furono consegnati i primi 2 EC 145 (per un totale di 18 esemplari) destinati prevalentemente a missioni di ricerca e soccorso, seguiti successivamente da un ordine per 20 esemplari di elicotteri EC725, anch’essi da assemblare nelle industrie locali.
Questa serie di programmi fecero sì che l’Aeronautica del Kazakistan potesse, tra quelle delle repubbliche ex-sovietiche, essere una di quelle che più e meglio avrebbero dato prova di essere in grado di allestire una propria flotta e saperla mantenere operativa ai più alti livelli.

## Aeromobili in uso
Sezione aggiornata annualmente in base al World Air Force di Flightglobal del corrente anno. Tale dossier non contempla UAV, aerei da trasporto VIP ed eventuali incidenti accorsi durante l'anno della sua pubblicazione. Modifiche giornaliere o mensili che potrebbero portare a discordanze nel tipo di modelli in servizio e nel loro numero rispetto a WAF, vengono apportate in base a siti specializzati, periodici mensili e bimestrali. Tali modifiche vengono apportate onde rendere quanto più aggiornata la tabella.
| Aeromobile                           | Origine        | Tipo                                             | Versione (denominazione locale) | In servizio (2024) | Note | Immagine |
| Aerei da combattimento               |                |                                                  |                                 |                    | |          |
| Sukhoi Su-30 Flanker                 | Russia         | caccia multiruolo                                | Su-30SM Flanker-H               | 29                 | 4 Su-30SM ordinati nel 2014 (consegna avvenuta nell’aprile del 2015), 8 Su-30SM ordinati nel 2015 (dei quali i primi 2 consegnati nel dicembre 2016 ed una seconda coppia esattamente un anno dopo e 4 a dicembre 2018). Ulteriori 8 Su-30SM sono stati ordinati a maggio 2018, durante l’ultima edizione del salone KADEX, e consegnati entro il 2020. Un esemplare è stato perso il 16 aprile 2021. Gli ultimi 4 esemplari sono stati consegnati entro la fine del 2022. Ulteriori 6 esemplari risultano consegnati al 19 agosto 2024. |          |
| Sukhoi Su-27 Flanker                 | Russia         | caccia da superiorità aereaconversione operativa | Su-27M2Su-27UBM2                | 203                | 34 Su-27P e 4 Su-27UB ex sovietici ricevuti a partire dal 1996. 4 ricevuti alla fine del 1997 ed ulteriori 10 tra il 1997 ed il 1998. |          |
| Sukhoi Su-25 Frogfoot                | Russia         | aereo da attacco al suoloconversione operativa   | Su-25SMSu-25UBM                 | 132                | 14 Su-25 (12 Su-25SM e 2 Su-25UBM) ex sovietici ricevuti a partire dal 1996. Nel 2016 ha avuto inizio un programma di aggiornamento su 12 aerei. L'aggiornamento prevede un nuovo glass cockpit basato sul sistema di visualizzazione informazione SOI-25 comprendente l’HUD ILS-31M, unità di display backup IRP-5, pannello di controllo dei sistemi avionici PUS-29, camera TV SVR-12 e due display multifunzione MFI-10. Sarà aggiornato anche il sistema di puntamento PS-25, che non solo amplierà la gamma di munizionamento trasportabile (tra cui il missile aria-aria R-73 / “AA-11 Archer”, il missile aria-terra Kh-29T e la bomba guidata KAB-500KR guidata), ma migliorerà la precisione di impiego delle armi non guidate. |          |
| Sukhoi Su-24 Fencer                  | Russia         | cacciabombardiere                                | Su-24MR                         | 13?                | 36 Su-24MR ex sovietici ricevuti a partire dal 1997, dei quali, forse, solo 13 sono ancora in servizio. |          |
| Mikoyan-Gurevich MiG-31 Foxhound     | Russia         | caccia intercettore                              | MiG-31B                         | 20                 | 32 MiG-31 ex sovietici ricevuti a partire dal 1997. Uno dei 21 esemplari in servizio al dicembre 2019 è stato perso ad aprile 2020. |          |
| Mikoyan-Gurevich MiG-29 Fulcrum      | Russia         | caccia da superiorità aereaconversione operativa | MiG-29MiG-29UB                  | 13                 | 22 MiG-29 Fulcrum-A e 4 MiG-29UB ricevuti a partire dal 1993. Ulteriori 18 MiG-29 e 4 biposto MiG-29UB furono ordinati nel 1995. |          |
| Mikoyan-Gurevich MiG-27 Flogger      | Russia         | cacciabombardiereconversione operativa           | MiG-27DMiG-23UB                 | 123                | Dopo l'indipendenza sul territorio kazako furono lasciati almeno un centinaio tra MiG-23 e MiG-27D (38 MiG-27D) di varie versioni. Di questi solo 12 MiG-27D e 3 MiG-23UB sono mantenuti in servizi ma con compiti addestrativi. |          |
| Aerei per impieghi speciali          |                |                                                  |                                 |                    | |          |
| Antonov An-30 Clank                  | Ucraina        | ISR                                              | An-30                           | 1                  | 1 An-30 consegnato. |          |
| Beechcraft B300 Scorpion             | Stati Uniti    | ISR                                              | B300ER ISR                      | 0                  | Il 23 dicembre 2020, la US Defense Security Cooperation Agency (DSCA) ha inviato una notifica al Congresso degli Stati Uniti dell'imminente vendita di due aerei da ricognizione e sorveglianza Scorpion al governo del Kazakistan. |          |
| Aeromobili a pilotaggio remoto - UAV |                |                                                  |                                 |                    | |          |
| CAIG Wing Loong                      | Cina           | UAV                                              | Wing Loong I                    | 3                  | 3 Wing Loong I ordinati nel 2015 e ricevuti a partire dal giugno 2016. |          |
| TAI Anka                             | Turchia        | UAV                                              | Anka-S                          | 0                  | 3 velivoli e tre stazioni di controllo a terra ordinati ad ottobre 2021, ma rivelati solo il 27 novembre successivo, con consegne nel 2023. |          |
| Aerei da trasporto                   |                |                                                  |                                 |                    | |          |
| Airbus A400M                         | Unione europea | aereo da trasporto                               | A400M                           | 1                  | 2 A400M ordinati il 1 settembre 2021, con consegne previste per il 2024. Primo esemplare consegnato il 5 dicembre 2024. |          |
| Airbus C-295                         | Unione europea | aereo da trasporto tattico                       | C-295M                          | 9                  | Ad un primo lotto di 6 ordinati e già consegnati, se ne sono aggiunti ulteriori 2 ordinati ad aprile 2017. Un nono esemplare è stato acquistato nel 2019. |          |
| Airbus A330                          | Unione europea | aereo da trasporto VIP                           | A330-243P                       | 1                  | Un A330-234P consegnato nel marzo 2010. |          |
| Antonov An-12 Cub                    | Ucraina        | aereo da trasporto tattico                       | An-12                           | 1                  | 2 An-12 consegnati. Un primo esemplare fu ammodernato e riconsegnato nel 2011, mentre un secondo dovrebbe essere sottoposto allo stesso aggiornamento. |          |
| Antonov An-26 Curl                   | Ucraina        | aereo da trasporto tattico                       | An-26                           | 7                  | 7 An-26 consegnati. |          |
| Antonov An-72 Coaler                 | Ucraina        | aereo da trasporto                               | An-72-10                        | 1                  | 1 An-72-10 consegnato. |          |
| Boeing 757                           | Stati Uniti    | aereo da trasporto VIP                           | B757-2M6                        | 1                  | 1 B757-2M6 consegnato. |          |
| Tupolev Tu-154 Careless              | Russia         | aereo da trasporto VIP                           | Tu-154B-2                       | 1                  | 1 Tu-154 consegnato. | centerp  |
| Let L-410NG                          | Rep. Ceca      | aereo da trasporto                               | L-410NG                         | 2                  | 2 L-410NG consegnati il 4 dicembre 2023. |          |
| Aerei da addestramento               |                |                                                  |                                 |                    | |          |
| Zlín Z 242                           | Rep. Ceca      | Aereo da addestramento basico                    | Z 242L                          | 2                  | Consegnati a partire dal 2017. |          |
| Aero L-39 Albatros                   | Rep. Ceca      | aereo da addestramento                           | L-39C                           | 19                 | Un numero compreso tra 8 e 13 L-39C ricevuti tra il 1996 ed il 2000. 13 L-39C in servizio al marzo 2021, 8 dei quali vengono sottoposti ad aggiornamento dalla ceca Aero Vodochody; due riconsegnati a marzo e due ad aprile 2021. Ulteriori 4 aerei riconsegnati ad ottobre 2021. Secondo altre fonti, sarebbero 25 gli esemplari consegnati e 18 quelli in servizio al marzo 2022. |          |
| Elicotteri                           |                |                                                  |                                 |                    | |          |
| Mil Mi-8 Hip                         | Russia         | elicottero utility                               | Mi-8MTMi-17                     | 49                 | 37 nuovi Mi-17 sono stati consegnati tra il 2006 ed il 2009. |          |
| Mil Mi-26 Halo                       | Russia         | elicottero da trasporto pesante                  | Mi-26                           | 2                  | 3 Mi-26 consegnati. |          |
| Mil Mi-24 Hind                       | Russia         | elicottero d'attacco                             | Mi-24VMi-35M Hind-E             | 2212               | 26 Mi-24V consegnati. Al maggio 2017 risultano consegnati 8 Mi-35M Hind Plus. Ulteriori 4 Mi-35M sono stati ordinati a maggio 2018. In totale il Kazakistan dovrebbe possedere circa 50 esemplari di Hind di varie versioni. |          |
| Eurocopter EC 145                    | Francia        | elicottero utility                               | EC145                           | 18                 | 18 ordinati ed in consegna. |          |
| Eurocopter H225 Caracal              | Francia        | elicottero utility                               | H225M                           | 0                  | 20 ordinati ed in consegna. |          |
| Bell UH-1H Huey II                   | Stati Uniti    | elicottero utility                               | UH-1H                           | 1                  | 1 UH-1H consegnato. |          |

## Aeromobili ritirati
- Tupolev Tu-134Skh Crusty - 1 esemplare (?-?)[3][6]
- Mikoyan-Gurevich MiG-27M Flogger
- Mikoyan-Gurevich MiG-25RB Foxbat - 13 esemplari (?-2000)[3]
- Mikoyan-Gurevich MiG-25PU Foxbat - 2 esemplari (?-2000)[3]
- Mikoyan-Gurevich MiG-23M Flogger
- Mikoyan-Gurevich MiG-23ML Flogger[3]
- Mikoyan-Gurevich MiG-23UB Flogger[3]
- Mikoyan-Gurevich MiG-21bis/UB Fishbed - 21 esemplari (1997-2003)[3]
- Sukhoi Su-17M3/4 Fitter[3]
- Yakovlev Yak-18T Max[3]
- Antonov An-2 Colt - 2 esemplari[3][5]
- Mil Mi-6 Hook[3]

## Difesa aerea
| Modello   | Origine          | Tipo                       | In servizio (2022) | Note                                                                            | Immagine |
| --------- | ---------------- | -------------------------- | ------------------ | ------------------------------------------------------------------------------- | -------- |
| S-200     | Unione Sovietica | Sistema SAM a lungo raggio | 3                  | 1 batteria composta da 3 lanciatori.                                            |          |
| S-300PS   | Unione Sovietica | Sistema SAM a lungo raggio | 40                 | 10 batterie composte da 4 lanciatori.                                           |          |
| Buk-M2E   | Russia           | Sistema SAM a medio raggio | 3                  | 1 batteria composta da 3 lanciatori acquistata nel 2018 e in servizio dal 2021. |          |
| S-75M     | Unione Sovietica | Sistema SAM a medio raggio | 12                 | 2 batterie composte da 6 lanciatori.                                            |          |
| S-125-2TM | Unione Sovietica | Sistema SAM a corto raggio | 3                  | 1 batteria composta da 3 lanciatori.                                            |          |
| Strela-10 | Unione Sovietica | Semovente antiaereo        | ?                  | [ 36 ]                                                                          |          |